# Deoksyrybozymy
Deoksyrybozymy – jednoniciowe fragmenty DNA o długości około kilkudziesięciu nukleotydów, mające zdolność katalizowania reakcji chemicznych. W większości substratami dla DNA enzymów są kwasy nukleinowe, gdzie mamy do czynienia z reakcjami cięcia (poprzez hydrolizę bądź transestryfikację) lub ligacji. Nie wyczerpuje to jednak wszystkich możliwości. Znane są deoksyrybozymy mające zdolność modyfikacji aminokwasów, wykazując aktywność fosfatazy oraz kinazy, jak również takie, które sprzyjają reakcji tworzenia wiązania pomiędzy dwoma atomami węgla (reakcja Dielsa-Aldera). Ciekawym przykładem katalitycznych możliwości DNA jest zdolność użycia światła do naprawy (rozbicia) dimerów pirymidynowych, powstających na skutek ekspozycji na promieniowanie UV. W przeciwieństwie do fotoliaz, analogicznych enzymów białkowych, enzymy DNA nie wykorzystują dinukleotydu flawinoadeninowego (FADH) jako kofaktora. Ponadto niektóre deoksyrybozymy wykazują zdolności autokatalityczne, czego przykładem może być reakcja autofosforylacji, autoadenylacji z wytworzeniem wiązania 5’,5’-trifosforanowego (struktura analogiczna do czapeczki w mRNA) oraz autodepurynacji.